# نغوين هوو ثو
نغوين هوو ثو (بالفيتنامية: Nguyễn Hữu Thọ) (و. 1910 – 1996 م) هو سياسي، ومحام من فيتنام ولد في هو تشي منه.

## روابط خارجية
- نغوين هوو ثو على موقع الموسوعة البريطانية (الإنجليزية)
- نغوين هوو ثو على موقع مونزينجر (الألمانية)